# Sing-Akademie zu Berlin
La Sing-Akademie zu Berlin, també coneguda com la Berliner Singakademie, és una societat musical (originalment coral) fundada a Berlín el 1791 per Carl Friedrich Christian Fasch, clavicembalista de la cort de Prússia, sobre el model de la Academy of Ancient Music de Londres del segle xviii.

## Història primerenca
Els orígens de la Singakademie són difícils de discernir perquè el grup va ser pensat inicialment com una reunió privada d'amants de la música i només més tard es va convertir en una institució pública. La Singakademie sorgí d'un petit cercle de cantants que es reunien regularment a la casa del jardí del conseller Milow. Les seves reunions setmanals semblaven semblar-se a aquelles de les llavors populars Singethees. Carl Friedrich Zelter les descriu com a reunions més informals: "Un es va reunir a la nit, va prendre un te, va parlar, va parlar, es va entretenir a si mateix; i la qüestió en si mateixa només era secundària". La cantant i compositora Charlotte Caroline Wilhelmine Bachmann va ser un dels membres fundadores originals.
Fins al començament del segle xix, la majoria de concerts i actuacions musicals consistien en la música de compositors vius. Fasch va proposar a l'Akademie reviure la música del passat. De fet, la seva primera actuació va ser una missa en setze parts del mateix Fasch, però també va interpretar regularment música de JS Bach i altres mestres anteriors. Fasch havia estat alumne del fill de Johann Sebastian Bach, C. P. E. Bach, i va inculcar la devoció de Bach que ha estat una característica contínua de l'Akademie. En el moment de la mort de Fasch el 3 d'agost de 1800, l'Akademie tenia uns 100 membres i havia rebut molts visitants notables que volien experimentar el seu so únic, incloent-hi Beethoven que va arribar el juny de 1796.
Després de la mort de Fasch, el seu alumne Carl Friedrich Zelter es va convertir en líder de l'Akademie, continuant les ambicions i els objectius de Fasch. El 1807 va començar una orquestra per acompanyar l'Akademie, i el 1808 va fundar un cor masculí ('Liedertafel'), que es va convertir en un model per a corals similars que naixien a principis del segle xix i dedicat a la música nacional alemanya.
Els membres de l'Akademie eren originàriament procedents de la burgesia de Berlín. Des del principi també van incloure alguns dels membres de les famílies jueves més riques de Berlín, inclosa la família Itzig i descendents de Moisès Mendelssohn. Aquestes famílies van tenir una influència significativa en la història de l'Akademie. El fill de Moses Mendelssohn, Abraham es va unir a l'Akademie el 1793 i la neta Itzig, Lea Salomon, el 1796. Més tard es van casar i els seus fills Felix i Fanny foren membres destacats de l'Akademie en la dècada de 1820.

## Biblioteca
La filla d'Itzig (i, per tant, la bestia de Felix) Sarah Levy (1761-1854), un bona pianista que havia estat alumna de Wilhelm Friedemann Bach, va tocar concertos de Bach i d'altres a molts concerts d'Akademie i al "Ripienschule" de Zelter en el període 1806-1815. La seva gran col·lecció de manuscrits de música de la família Bach, juntament amb molts altres adquirits per Abraham Mendelssohn de la vídua de CPE Bach, van quedar a l'Akademie. Zelter també tenia una bona col·lecció de manuscrits de la família Bach i Bach que va donar a l'Akademie. Amb aquests mitjans, va adquirir una de les millors col·leccions de Bach del món. La col·lecció va ser saquejada per l'Exèrcit Roig el 1945 i amagada al Conservatori de Kíev, però va ser retornada a Alemanya després del seu redescobriment el 2000. Avui, la col·lecció es troba temporalment a la secció de música de la Biblioteca de l'Estat de Berlín.

## Història posterior

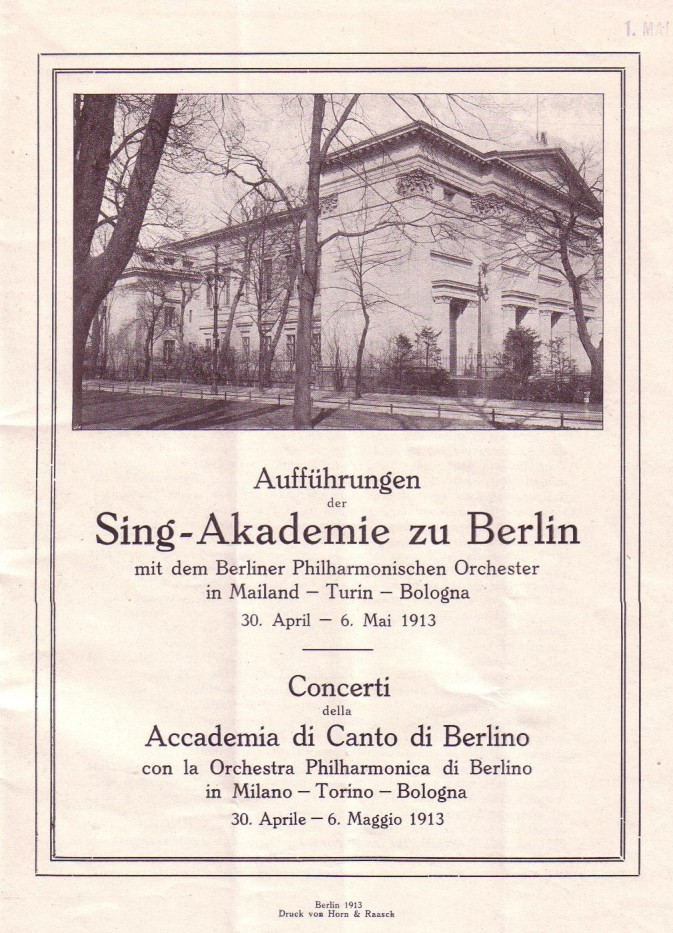
Llibre del programa del concert celebrat a Milà, acompanyat per la Filharmònica de Berlín, 1913

L'èxit de l'Akademie va fomentar la creació d'una casa nova i permanent. Es va establir el 1827 a Unter den Linden i es va convertir en una gran sala de concerts de Berlín, en la qual molts músics famosos feien concerts, incloent-hi Paganini, Schumann i Brahms. L'11 de març de 1829, Felix Mendelssohn, de 20 anys, que fou ell mateix alumne de Zelter, va realitzar aquí el seu famós renaixement de la Passió segons sant Mateu de Bach, una fita important per restablir la reputació del seu compositor com a pare fundador de la tradició musical europea.
El 1832, a la mort de Zelter, Mendelssohn tenia algunes esperances de succeir-li, però finalment el càrrec va ser per a un parell de mans més velles, mediocres, però "segures" de Carl Friedrich Rungenhagen (1778–1851). Els directors posteriors de l'Akademie van ser: 
- August Eduard Grell (1853–76)
- Martin Traugott Blumner (1876–1900)
- Georg Schumann (1900-50)
- Carl Mathieu Lange (1950–73)
- Hans Hilsdorf (1973–99)
- Joshard Daus (2002-2006)
- Kai-Uwe Jirka (2006-present)

Després de la separació entre Berlín Oriental i Berlín Occidental, el 1963 es va fundar la Berliner Singakademie a Berlín Oriental. Aquesta altra Berliner Singakademie és un cor d'oratoris a la Berlín unida.